# Pont Vieux (Millau)
Pour les articles homonymes, voir Pont Vieux.

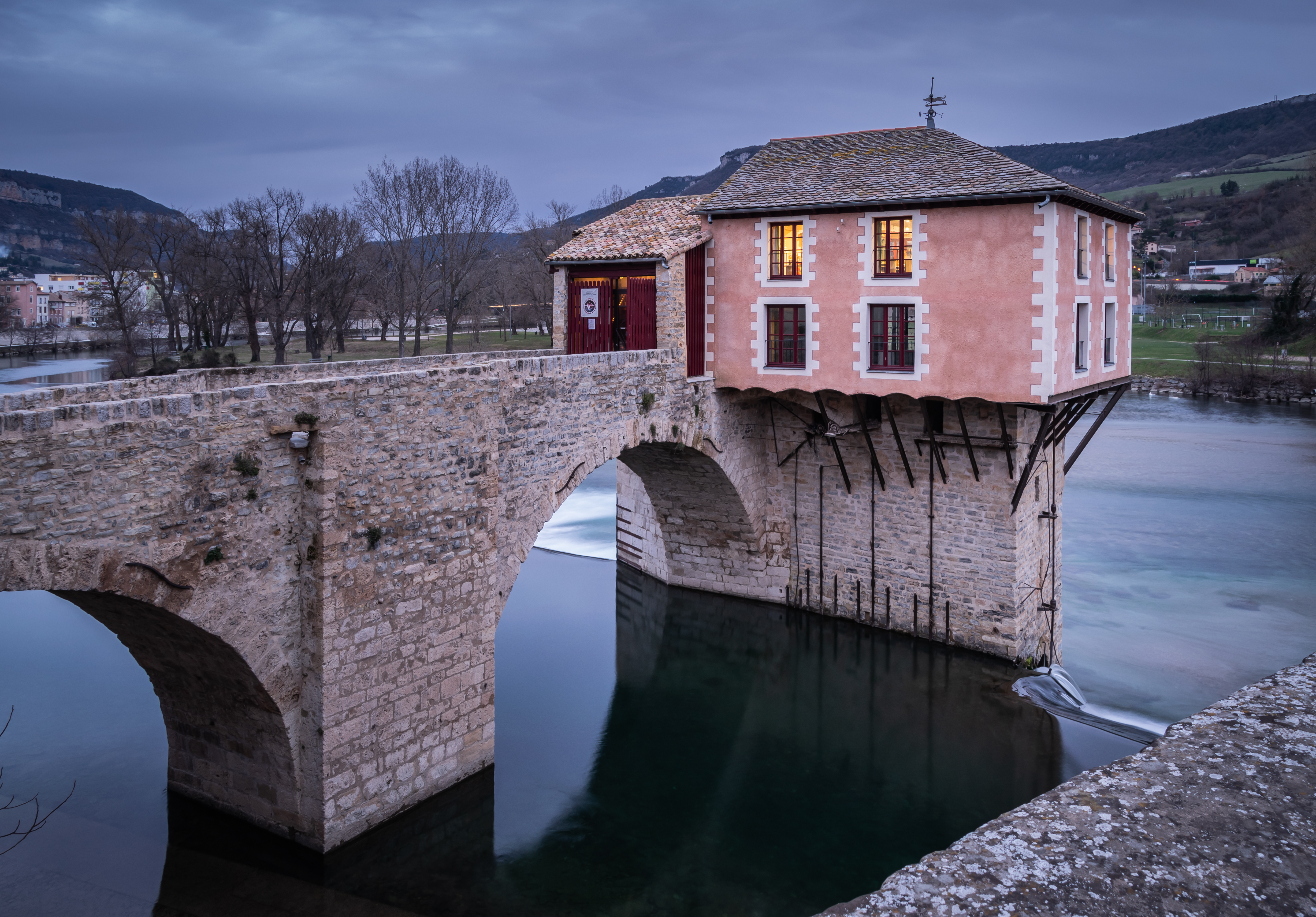
Le moulin du pont vieux. Janvier 2020.

Le Pont Vieux est un pont situé en France sur le territoire de la commune de Millau, dans le département de l'Aveyron en région Midi-Pyrénées. Une crue du Tarn le détruit en 1758. Ce qui en reste fait l'objet d'un classement au titre des monuments historiques depuis le 23 janvier 1934.

## Localisation
Le pont est situé sur la commune de Millau, dans le département français de l'Aveyron. Le pont s'avance sur le Tarn à proximité du pont Lerouge.

## Historique
L'édifice est classé au titre des monuments historiques en 1934.